# Pluimpje

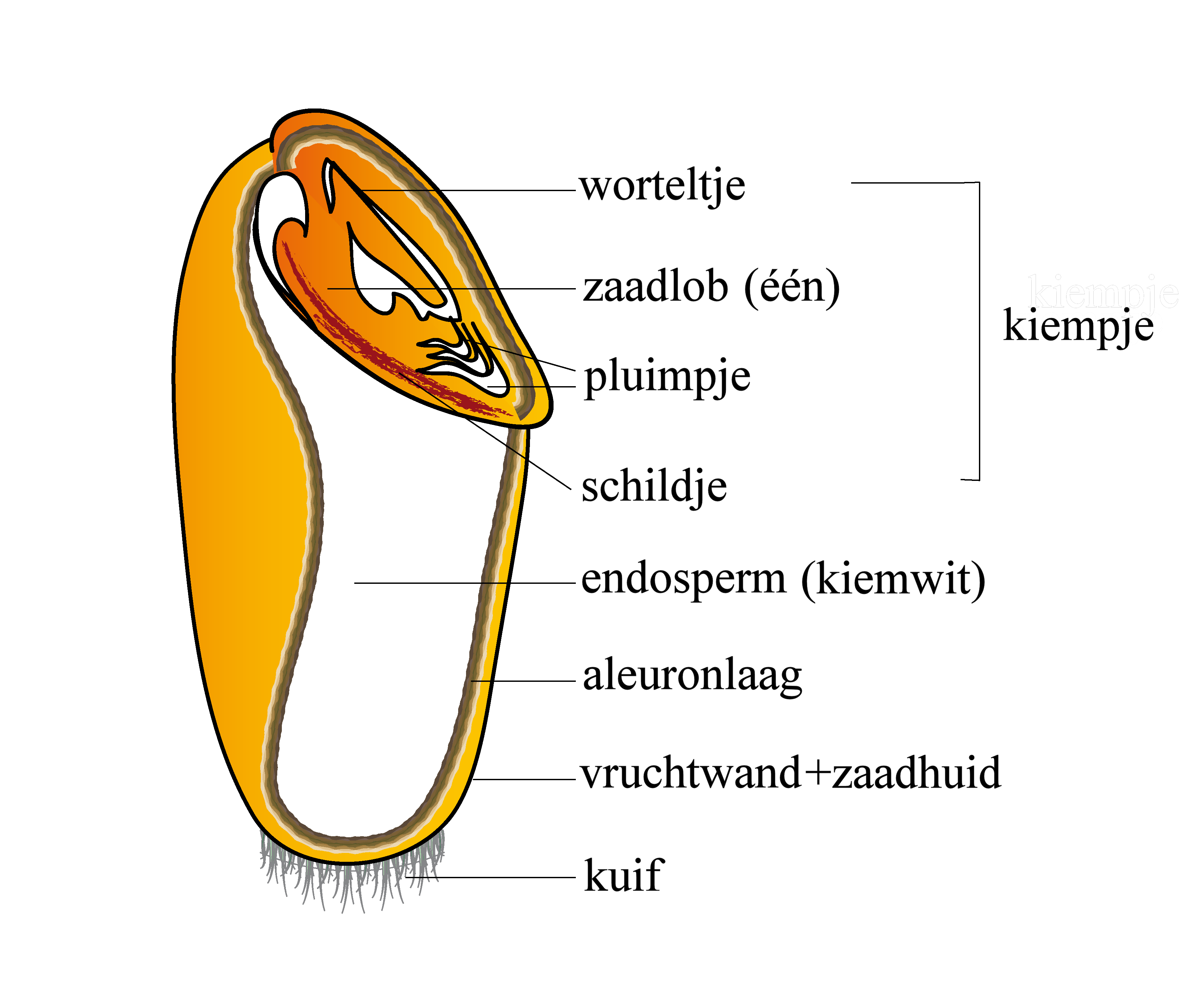
Vrucht van een Eenzaadlobbige (tarwekorrel)

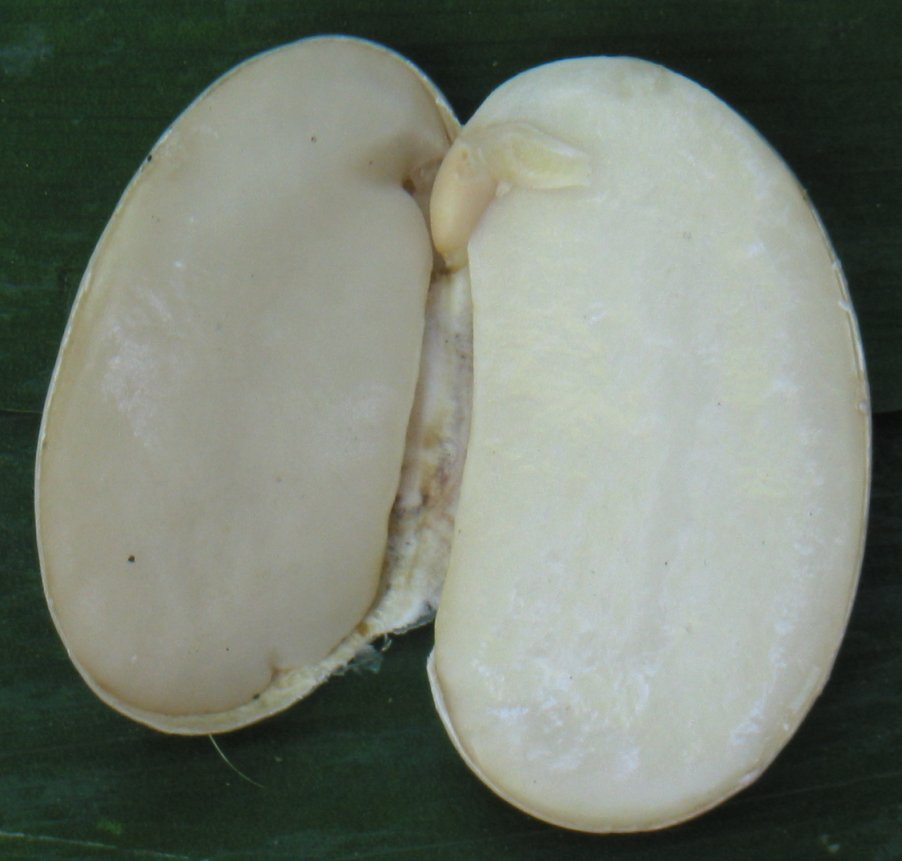
Pronkboonzaad met pluimpje (opengesneden)

Het pluimpje (plumula) is een onderdeel van het kiempje in het zaad en bestaat uit een stengeltje met al dan niet al aanwezige, opgevouwen bladeren, zoals bij de pronkboon. Het pluimpje is bij eenzaadlobbigen omgeven door een pluimschede of coleoptiel (coleoptilum).
Bij veel zaden, zoals bij de zonnebloem en wonderboom, bestaat het pluimpje echter uit een kegelvormig groeipunt zonder bladeren. Bij de kieming van deze zaden gaat het pluimpje pas groeien als de zaadlobben boven de grond zijn gekomen.